# ناحیه ۸، شهرستان بنتون، آرکانزاس
ناحیه ۸، شهرستان بنتون، آرکانزاس (به انگلیسی: Township 8) یک منطقهٔ مسکونی در ایالات متحده آمریکا است که در شهرستان بنتون، آرکانزاس واقع شده‌است. ناحیه ۸ ۱۲٬۶۳۷ نفر جمعیت دارد.